# Rue Saint-Étienne (Lyon)
La rue Saint-Étienne est une rue du 5e arrondissement de Lyon.

## Situation et accès
La rue Saint-Étienne a pour orientation est-ouest et relie la rue Mandelot à la place Saint-Jean.

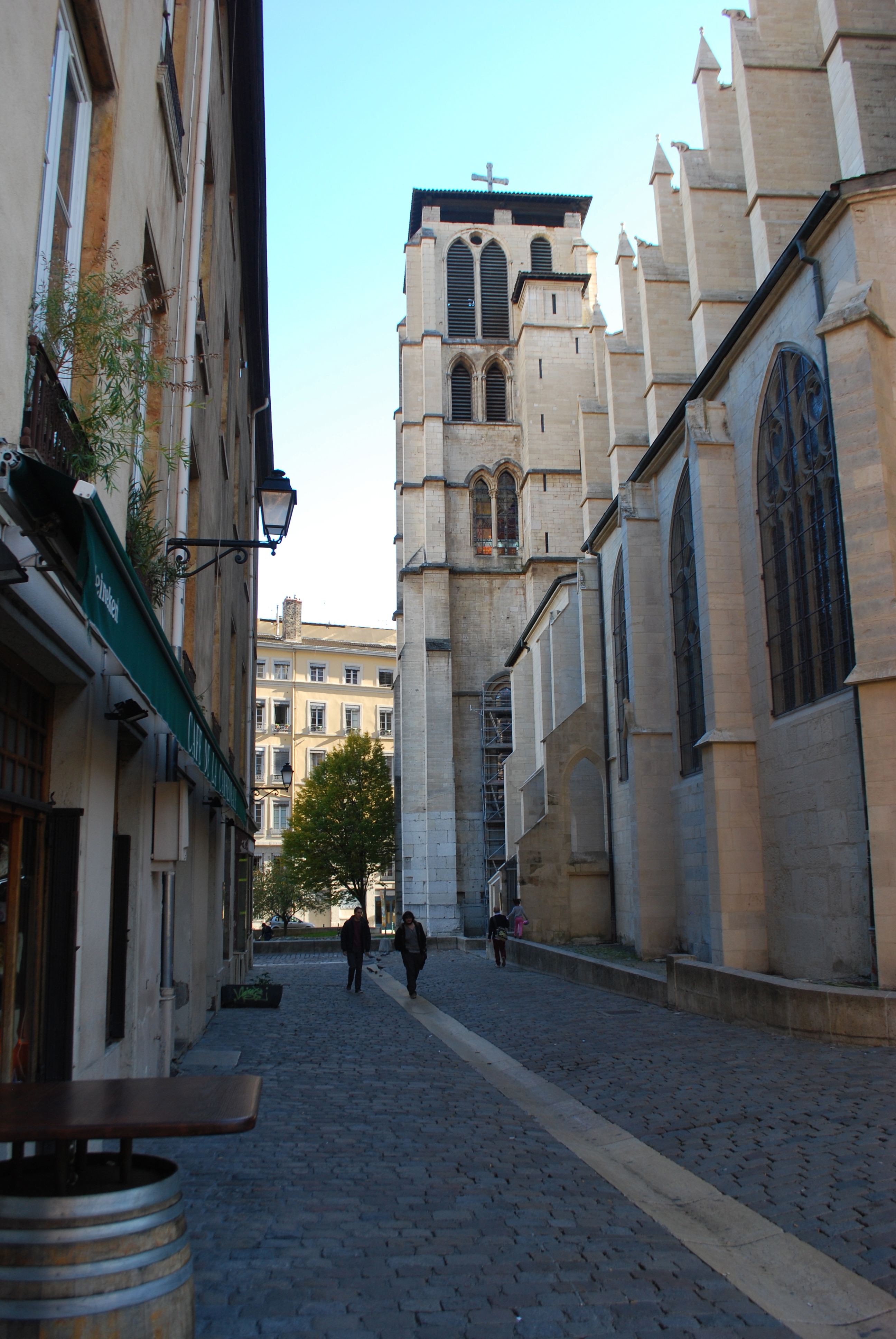
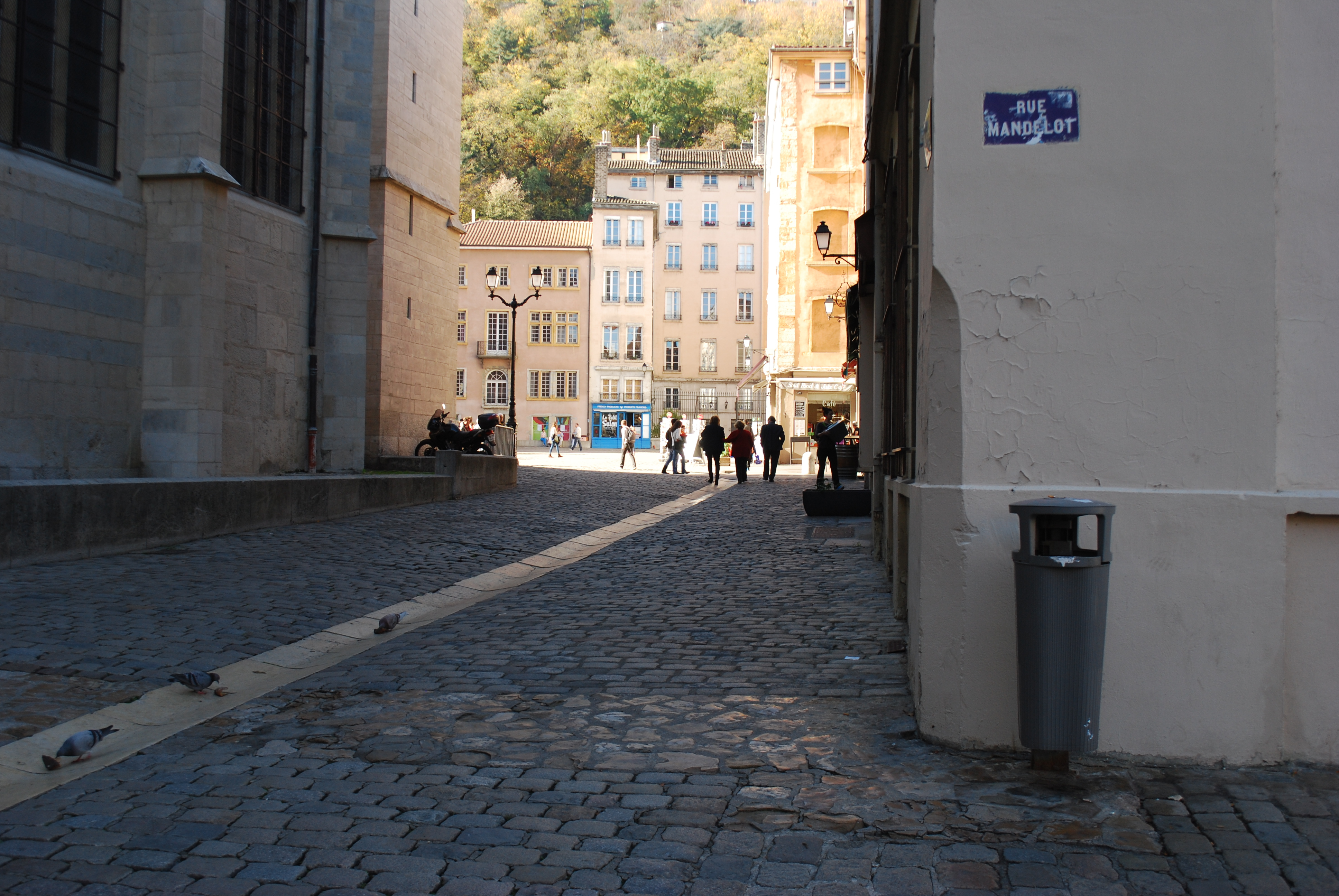
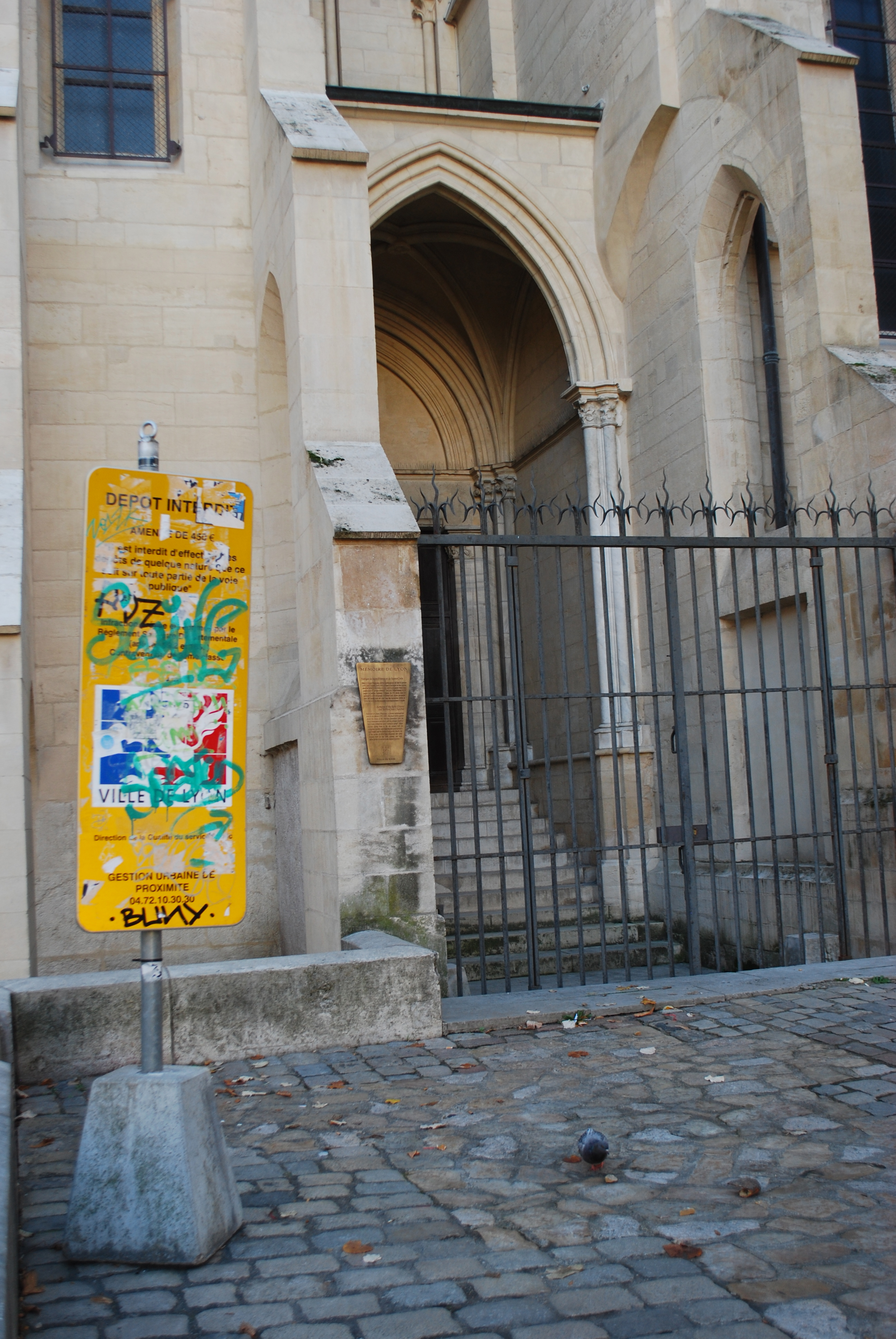
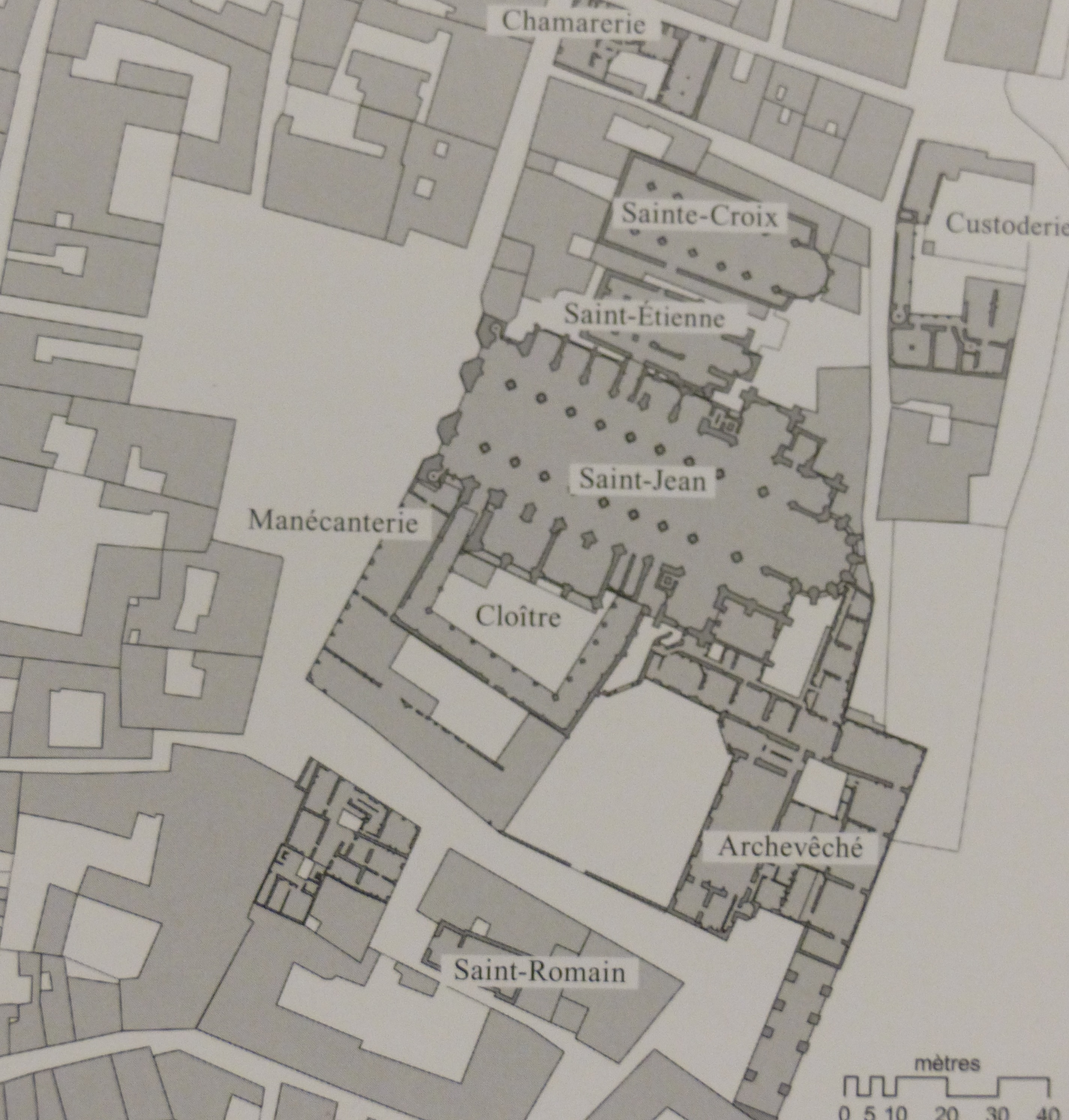
Plan indiquant la localisation de l'église Saint-Étienne

## Origine du nom
La rue porte le nom de l'église Saint-Étienne, démolie durant la Révolution. 

## Historique

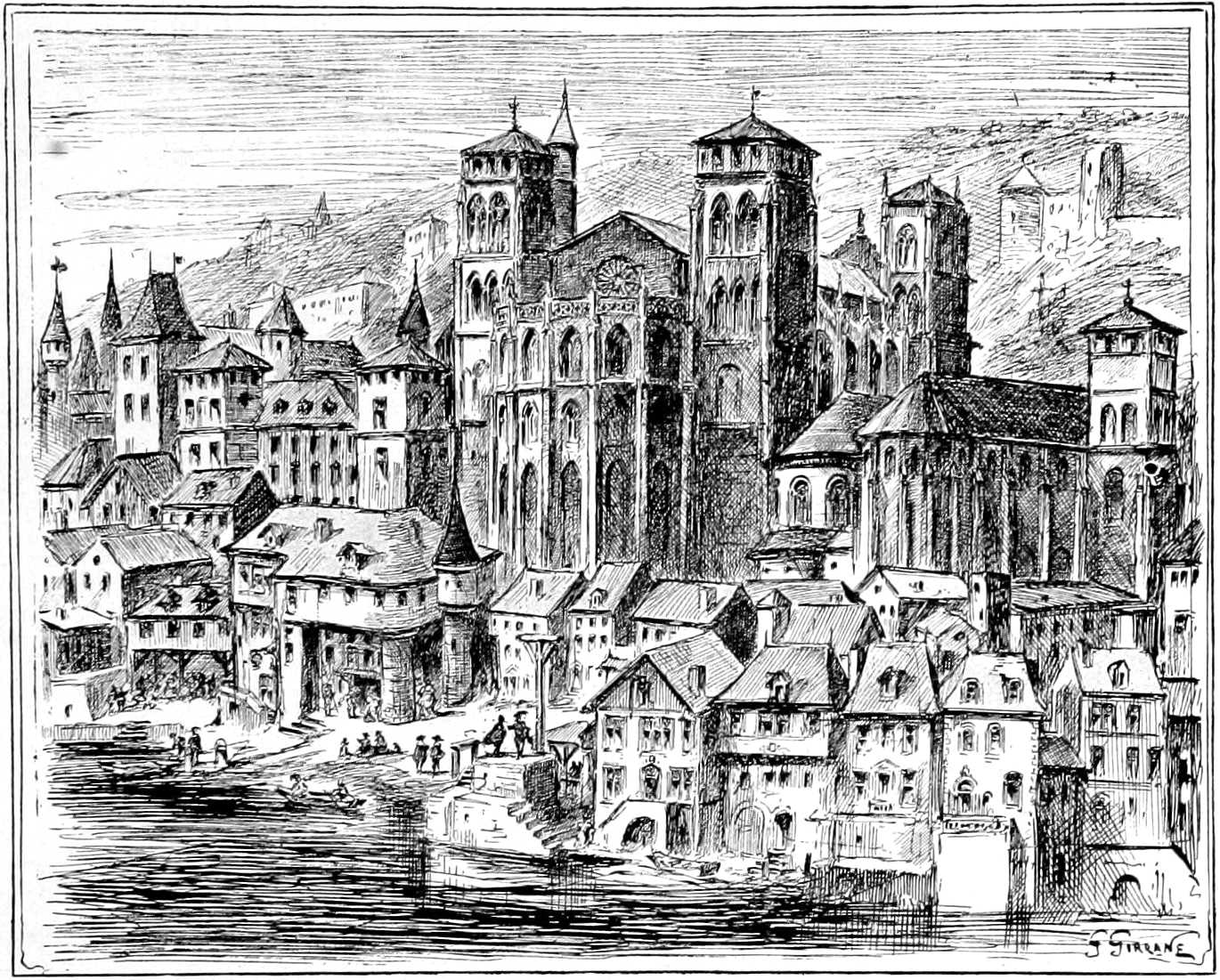
Gravure de Gustave Girrane montrant l'église Saint-Étienne à droite de la cathédrale Saint-Jean avant sa démolition.

La rue est ouverte durant la Révolution à la suite de la démolition de l'église dont elle porte le nom.
A son numéro 6, Jacques Linsolas, prêtre contre-révolutionnaire décède en 1828.

## Bâtiments remarquables et lieux de mémoire
Au numéro 6, dans une cour, il subsiste des arches de l'ancienne église, prises dans les bâtiments,. Il subsiste quelques colonnes en marbre de l'ancienne église dans la nef latérale gauche de Saint-Jean.

### Articles associés
- Lyon à la Renaissance
- Lyon sous la Révolution